# Orimarga subbasalis
Orimarga subbasalis är en tvåvingeart som beskrevs av Alexander 1936. Orimarga subbasalis ingår i släktet Orimarga och familjen småharkrankar. Inga underarter finns listade i Catalogue of Life.